# Sphecozone magnipalpis
Sphecozone magnipalpis là một loài nhện trong họ Linyphiidae.
Loài này thuộc chi Sphecozone. Sphecozone magnipalpis được Alfred Frank Millidge miêu tả năm 1993.